# Tel Eran
Tel Eran (hebrejsky: תל ערן) je pahorek a sídelní tel o nadmořské výšce 127 metrů v severním Izraeli.
Leží na západním okraji pahorkatiny Ramat Menaše, cca 32 kilometrů jižně od centra Haify, necelý 1 kilometr od východního okraje města Giv'at Ada a 1 kilometr jihozápadně od vesnice Regavim. Má podobu návrší porostlého olivovníky, které se na jihu svažuje do údolí vádí Nachal Barkan, na severu směrem k vádí Nachal Ada. Po severním okraji pahorku rovněž prochází lokální silnice číslo 653 a od počátku 21. století vede po východní straně vrchu Tel Eran dálnice číslo 6. Západní svahy jsou zčásti stavebně využity a klesají do údolí Bik'at ha-Nadiv.
Pahorek má sídelní tradici. První výzkum zde prováděl v roce 1962 archeolog R. Giv'on a objevil zde hrobky z eneolitu, pozůstatky staveb z doby železné a zlomky keramiky. V období srpen-září 2002 zde proběhl záchranný archeologický výzkum vyvolaný výstavbou dálnice, soustředěný na východní svahy pahorku. Plocha lokality dosahuje 3-4 dunamy (30-40 arů). Opět tu došlo k objevům sídelních pozůstatků.